# Richard Piéta
Richard Piéta (né à Liège en 1947) est un violoniste belge d'origine polonaise.

## Biographie
Au terme de brillantes études au conservatoire royal de Liège, où il est entré à l'âge de huit ans, il obtient en 1964 le prix Doutrelon de Try et poursuit sa formation durant trois ans à la Chapelle musicale Reine Élisabeth sous la direction de Lola Bobesco.
Dès la création de l'Orchestre Philharmonique de Liège, en 1960,  par Fernand Quinet, ce dernier l'invite à participer alors qu'il n'a que treize ans. De 1969 à 2012, il est Concertmeister (premier violon solo) de l’orchestre. Il est aussi professeur de violon au conservatoire royal de Liège depuis 1972 et à la Chapelle musicale Reine Élisabeth.
En 1980, à l'occasion du millénaire de Liège, il crée le Concerto pour violon de Philippe Boesmans.
Au terme d'une carrière longue de 43 ans, il prend sa retraite en mai 2012 après avoir interprété un dernier concert avec l'orchestre le 27 avril 2012,,.

## Discographie
- 2010 : Eugène Ysaÿe : Six sonates pour violon seul ; Divertimento pour violon et piano avec Patrick Dheur (Recitalmedia production)

## Hommage
Richard Piéta est nommé citoyen d’honneur de la Ville de Liège à l'issue du concert d’adieu interprété par l'Orchestre Philharmonique de Liège à l'occasion de son départ à la retraite.